# Duncan Mansfield
W. Duncan Mansfield (Birmingham, 17 settembre 1897 – Hollywood, 15 settembre 1971) è stato un montatore statunitense.

## Biografia
Mansfield ha iniziato la sua carriera come montatore per Thomas H. Ince e Harold Lloyd. Ha montato oltre 140 episodi televisivi e 51 film, regista di 3 e sceneggiatore di 1.

## Filmografia

### Montatore

#### Cinema
- When Do We Eat?, regia di Fred Niblo (1918)
- Fuss and Feathers, regia di Fred Niblo (1918)
- String Beans, regia di Victor Schertzinger (1918)
- Hard Boiled, regia di Victor Schertzinger (1919)
- The False Faces, regia di Irvin Willat (1919)
- Happy Though Married, regia di Fred Niblo (1919)
- Partners Three, regia di Fred Niblo (1919)
- The Homebreaker, regia di Victor Schertzinger (1919)
- The Law of Men, regia di Fred Niblo (1919)
- The Virtuous Thief, regia di Fred Niblo (1919)
- L'apache, regia di Joseph De Grasse (1919)
- What Every Woman Learns, regia di Fred Niblo (1919)
- The Broken Melody, regia di William P.S. Earle (1919)
- His Wife's Money, regia di Ralph Ince (1920)
- Hairpins, regia di Fred Niblo (1920)
- Ah! Sposiamoci subito! (The Poor Simp), regia di Victor Heerman (1920)
- Everybody's Sweetheart, regia di Alan Crosland e Laurence Trimble (1920)
- La pazienza di Davide (Tol'able David), regia di Henry King (1921)
- The Seventh Day, regia di Henry King (1922)
- Sonny, regia di Henry King (1922)
- The Bond Boy, regia di Henry King (1922)
- Fury, regia di Henry King (1923)
- La suora bianca (The White Sister), regia di Henry King (1923) anche attore
- Romola, regia di Henry King (1924)
- Pioneer Scout, regia di Lloyd Ingraham e Alfred L. Werker (1928)
- The Sunset Legion, regia di Lloyd Ingraham e Alfred L. Werker (1928)
- Kit Carson, regia di Lloyd Ingraham e Alfred L. Werker (1928)
- L'intrusa (The Trespasser), regia di Edmund Goulding (1929)
- Embarrassing Moments, regia di William James Craft (1930)
- The Loves of Robert Burns, regia di Herbert Wilcox (1930)
- On Approval, regia di Tom Walls (1930)
- Plunder, regia di Tom Walls (1930)
- The Front Page, regia di Lewis Milestone (1931)
- The Age for Love, regia di Frank Lloyd (1931)
- Cock of the Air, regia di Tom Buckingham (1932)
- Pioggia (Rain), regia di Lewis Milestone (1932)
- Hallelujah I'm a Bum, regia di Lewis Milestone (1933)
- I'd Give My Life, regia di Edwin L. Marin (1936)
- Viaggio di nozze (In His Steps), regia di Karl Brown (1936)
- Legione bianca (White Legion), regia di Karl Brown (1936)
- Il prode faraone (Professor Beware), regia di Elliott Nugent (1938)
- Quartiere maledetto (...One Third of a Nation...), regia di Dudley Murphy (1939)
- The Bashful Bachelor, regia di Malcolm St. Clair (1942)
- Two Weeks to Live, regia di Malcolm St. Clair (1943)
- So This Is Washington, regia di Ray McCarey (1943)
- I figli ribelli (Where Are Your Children?), regia di William Nigh (1943)
- P-38 Flight Characteristics, regia di S.C. Burden (1943)
- Girl Rush, regia di Gordon Douglas (1944)
- Nei meandri della casbah (And Now Tomorrow), regia di Irving Pichel (1944)
- G 2 servizio segreto (Betrayal from the East), regia di William Berke (1945)
- Salerno, ora X (A Walk in the Sun), regia di Lewis Milestone (1945)
- Le figlie dello scapolo (The Bachelor's Daughters), regia di Andrew L. Stone (1946)
- La donna di quella di notte (The Imperfect Lady), regia di Lewis Allen (1946)
- Arco di trionfo (Arch of Triumph), regia di Lewis Milestone (1948)

#### Televisione
- Your Favorite Story – serie TV, 5 episodi (1954)
- Meet Corliss Archer – serie TV, episodi 1x41x14 (1954)
- The Cisco Kid – serie TV, episodi 5x7-5x16 (1954-1955)
- Scienza e fantasia (Science Fiction Theatre) – serie TV, 18 episodi (1955-1956)
- I Led 3 Lives – serie TV, episodi 1x19-3x19 (1953-1956)
- West Point – serie TV, episodi 1x36 (1957)
- Dr. Christian – serie TV, episodi 1x30 (1957)
- Target – serie TV, episodi 1x3-1x11 (1958)
- La pattuglia della strada (Highway Patrol) – serie TV, 44 episodi (1955-1958)
- Tombstone Territory – serie TV, 11 episodi (1957-1958)
- Mackenzie's Raiders – serie TV, episodi 1x1 (1958)
- Avventure lungo il fiume (Riverboat) – serie TV, episodi 1x17 (1960)
- Startime – serie TV, episodi 1x26 (1960)
- Tales of Wells Fargo – serie TV, episodi 4x35 (1960)
- Il tenente Ballinger (M Squad) – serie TV, 5 episodi (1960)
- Carovane verso il west (Wagon Train) – serie TV, episodi 3x12-3x20-3x36 (1959-1960)
- World of Comedy, regia di Harold Lloyd – documentario TV (1962)
- Funny Side of Life, regia di Harry Kerwin – documentario TV (1963)

### Regista
- Strings (1933)
- Ritorno all'amore (Girl Loves Boy) (1937) anche sceneggiatore
- Sweetheart of the Navy (1937)